# Конрад I Мазовецкий
Ко́нрад Мазове́цкий (пол. Konrad I Mazowiecki, 1187/1188 — 31 августа 1247) — князь-принцепс Польши в 1229–1232 и 1241–1243 годах, князь мазовецкий в 1194–1247 годах, сандомирский в 1194–1200 годах, серадзский в 1231–1233 и 1234–1247 годах, ленчицкий в 1231–1247 годах.

## Биография

### Детство
Младший (пятый и второй выживший) князя-принцепса Польши Казимира II Справедливого и Елены Зноемской  (в старой историографии её считали русской княжной Еленой Всеволодовной или дочерью Ростислава Галицкого из-за ошибки Яна Длугоша, который выдумал её родословие только из её непольского прозвища), представитель династии Пястов.
В 1194 году неожиданно скончался князь-принцепс Казимир II Справедливый, оставив несовершеннолетних сыновей Лешека и Конрада. Лешек был объявлен новым князям-принцепсом Польши и владельцем Сеньориального удела. Также братья совместно унаследовали Сандомирское и Мазовецкое княжества. Регентом при братьях Лешеке и Конраде стала их мать Елена при помощи краковского воеводы Миколая Грифиты и краковского епископа Фулько. Четыре года спустя Елена Зноемская от имени своего старшего сына отказалась от краковского княжения в пользу великопольского князя Мешко III Старого в обмен на передачу её сыновьям Куявии.
В 1200 году братья Лешек и Конрад разделили свои владения: Лешек, как старший брат, сохранил за собой Сандомирское княжество и претензию на краковский трон, а Конраду досталось Мазовецкое княжество с Куявией.

### Начало самостоятельного правления
Первые годы самостоятельного правления Конрада были посвящены участию в междоусобицах в Галичской Руси и отношениям с язычниками – пруссами и ятвягами. Поначалу Конрад следовал в фарватере политики старшего брата, в 1206 году вернувшего себе трон князя-принцепса. В 1205 году мазовецкие войска приняли участие в победоносной для братьев битве при Завихосте против их двоюродного брата князя Романа Волынского. По совету  брата он взял в жёны Агафью, дочь новгородско-северского князя Святослава Игоревича.
Однако гораздо больше внимания Конрад уделял сильно беспокоившему его соседству пруссов и ятвягов. Уже в 1206 году Конрад привёз в Мазовию из Великой Польши монахов-цистерцианцев, которые занялись распространением христианской религии на этой территории. В 1207 году с благословения папы Иннокентия III Конрад организовал свой первый крестовый поход против пруссов в пограничную Хелминскую землю, закончившийся неудачей. В 1215 году монах-цистерцианец Кристиан из Оливы основал первую христианскую миссию в Хелминской земле и стал первым епископом Пруссии. Однако успехи оказались недолговечными, резиденция епископа в Хелмно через несколько лет была разрушена пруссами. 

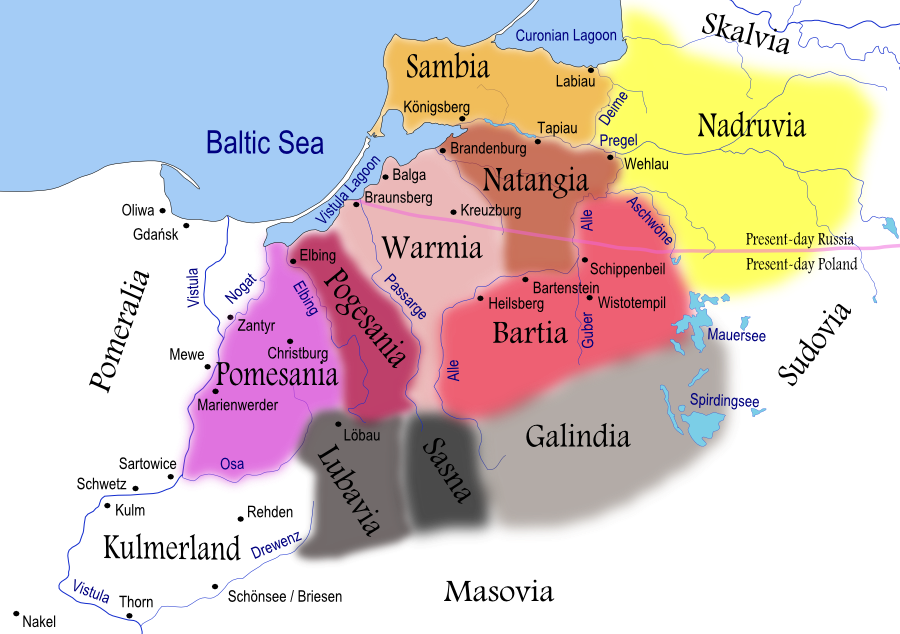
Прусские земли в XIII веке

В 1217 году Конрад неожиданно подверг опале своего воеводу Кристина, организатора системы обороны северных границ княжества от набегов пруссов. Вероятно, Конрад Мазовецкий почувствовал угрозу со сторону умелого и популярного военачальника; он приказал заключить Кристина в тюрьму, выколоть ему глаза и, наконец, убить. Смерть воеводы Кристина разрушила созданную им систему пограничной обороны. Прусские нападения с тех пор повторялись всё чаще и изводили население княжества.
В 1217 и 1218 годах князь мазовецкий получил от папы две буллы, предоставляющие походам против язычников-пруссов статус крестовых походов. В 1219 и 1222 годах Конрад  предпринял ещё два похода против пруссов, также закончившиеся неудачей и перешедшие в постоянные пограничные конфликты. Пруссы, в свою очередь, также совершали набеги на мазовецкие земли даже угрожали столице Конрада Плоцку. В 1222 году Конраду удалось организовать совместную экспедицию со своим братом Лешеком Белым и вроцлавским князем Генрихом Бородатым, которая, однако, также не принесла очевидных результатов.
В 1223 году экспедиция была подготовлена более тщательно, её поддержали померельские князья Святополк II и Вартислав. На этот раз, несмотря на то, что «крестоносцы» большую часть сил и средств, как и прежде, потратили на бесплодные переговоры и обсуждения, им удалось овладеть Хелминской землёй, в которой были созданы постоянные гарнизоны для обеспечения безопасности польских земель. В организованных на границе крепостях несли дежурство по очереди рыцари из всех польских земель. Однако отсутствие общей координации и недостаточное количество использованных средств привели в 1224 году к поражению христиан и возвращению пруссами части территории.
После очередной неудачи в противостоянии с язычниками только с помощью собственных ресурсов у Конрада Мазовецкого возникла идея привлечения в Хелминскую землю рыцарского ордена, главной задачей которого является борьба с язычниками. Выбор пал на тевтонских рыцарей, только что выдворенных из Венгрии, где они пытались создать независимое государство, и ищущих новое место проживания. Первый контакт с Орденом установил Генрих Бородатый, который ещё в 1222 году подарил тевтонским рыцарям деревню в Силезии. Генрих, вероятно, не видел для Польши угрозы повторения венгерской истории и рекомендовал Конраду тевтонских рыцарей, как наиболее подходящих кандидатов для обживания мазовецко-прусской границы.

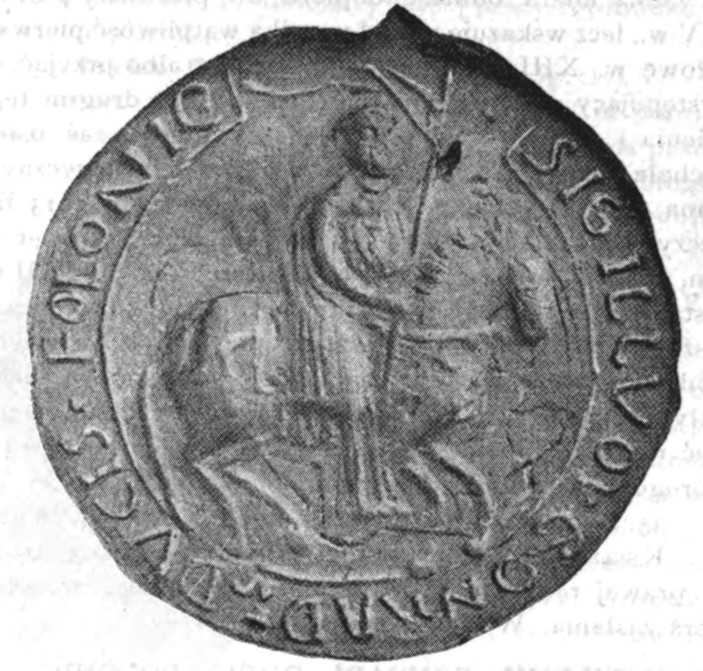
Печать Конрада I Мазовецкого

Первые серьёзные переговоры представителей Конрада с тевтонскими рыцарями произошли на рубеже 1225 и 1226 годов, когда в Мазовию прибыло первое посольство из трёх рыцарей Тевтонского ордена. Орден хотел заранее задокументировать свои права на новые территории, заключив сделку с Конрадом, которая должна была подтверждена императором Священной Римской империи и Римской курией. В марте 1226 года император Фридрих II издал Золотую буллу, в которое санкционировал передачу Хелминской земли Тевтонскому ордену.
Тем не менее тевтонские рыцари не спешили переключаться на борьбу с пруссами. Тогда по совету первого прусского епископа Кристиана из Оливы Конрад в 1228 году основал Добринский орден и начал новый крестовый поход, в котором снова потерпел поражение. Ввиду неминуемого прусского вторжения Конрад в 1230 году подписал Крушвицкое соглашение, согласно которому он даровал Хелминскую землю тевтонским рыцарям. Однако этого документа никто не видел, и позже сформировалось мнение, что Орден, скорее всего, подделал его для придания законности своим претензиям на эту территорию. Рыцари под командованием Германа фон Балка переправились через Вислу и завоевали Хелминскую землю, возведя в 1231 году крепость Торунь (Торн). В 1234 году папа Григорий IX издал Золотую буллу Риети, подтверждающую право Тевтонского ордена на владение Хелминской землёй и подчинение их только папе, а не какому-либо светскому правителю.

### Вступление в борьбу за Краковский трон
Чрезвычайно активная политика Конрада по отношению к северным соседям была на время отложена из-за трагических событий, случившихся 24 ноября 1227 года недалеко от городка Гонзава в Куявии. Конрад принял участие в съезде князей-Пястов,  высшего духовенства и знати. В результате неожиданного нападения померанских наёмников, присланных князем Святополком, был убит старший брат Конрада Лешек Белый, князь-принцепс Польши и князь Сандомирский. Лешек оставил после себя двухлетнего сына Болеслава. Было очевидно, что реальную власть в Малой Польше – по крайней мере, до достижения Болеславом совершеннолетия – возьмёт на себя кто-то другой. Естественным кандидатом на пост регента был Конрад I.
Однако Лешек Белый ещё в 1217 году заключил договор о взаимном наследии с бездетным князем великопольским Владиславом Тонконогим. Владислав был намного старше его, и Лешек явно рассчитывал с помощью этого соглашения заполучить Великую Польшу. Однако гибель Лешека в Гонзаве неожиданно сделала Владислава его наследником. Решающую роль в избрании правящего князя сыграли краковские вельможи. Конраду Мазовецкому очень повредила репутация жёсткого правителя и даже тирана, чему способствовал факт его расправы с воеводой Кристином.
В марте 1228 года на съезде в Скарышеве Конрад потребовал от краковского дворянства и вдовы Лешека Гремиславы передачи ему краковского трона и регентства над несовершеннолетним Болеславом. Но когда с таким же предложением вышел Владислав Тонконогий, обязавшийся при этом сохранить все прежние привилегии вельмож, выбор последних пал на него. Вдовствующая княгиня Гремислава согласилась с этим выбором и передала опеку над своим сыном Владиславу III.
Конрад Мазовецкий не собирался отступать и решил завоевать великокняжеский трон. Летом 1228 года Конрад I Мазовецкий напал на Краков, но потерпел поражение в битве при Скале от Генриха Набожного, сына Генриха Бородатого, которого Владислав III призвал на правление в Кракове в статусе наместника. Однако год спустя Конрад I захватил в плен Генриха Бородатого и занял краковский трон. Он также, несмотря на сопротивление местной знати, изгнал Гремиславу с сыном из Сандомира, передав княжество своему старшему сыну Болеславу.
Вскоре после этого жена Генриха Ядвига Силезская приехала в Плоцк, где был заточён её муж, с целью добиться его освобождения. Ядвиге удалось уговорить Конрада отпустить её мужа с обещанием отказаться от всех претензий на Краковский престол (от этой клятвы его впоследствии освободил папа Григорий IX на основании того, что она была дана под принуждением), что резко изменило соотношение сил в Малой Польше.
3 ноября 1231 года в Силезии умер князь Владислав III Тонконогий. Перед смертью он сделал своим наследником единственного союзника, князя Генриха I Бородатого. Уже освобождённый он данной Конраду клятвы, Генрих вновь вступил в борьбу за краковский трон. Его поддержало малопольское дворянство и вдова Лешека Белого Гремислава, передавшая Генриху регентство над Сандомирским княжеством. В 1232 году Генрих I подошёл со своей армией к Кракову и без борьбы завладел им. Конрад сумел сохранить за собой только Серадзко-Ленчицкую землю, которая была присоединена к Мазовецкому княжеству. После того, как Генрих I Бородатый занял краковский трон, он изгнал сына Конрада Болеслава из Сандомира и вернул княжество Болеславу Стыдливому.

### Отступление и второе княжение в Кракове
В начале 1233 году Конрад I решил отомстить жене своего брата и похитил её вместе с сыном. Сначала он заключил Гремиславу и Болеслава в Черске, а затем перевёз в бенедиктинский монастырь в Сецехуве. Вдовствующая княгиня подвергалась различным унижениям, включая публично нанесённую пощёчину от Конрада. Пленников освободил из заключения краковский воевода Клеменс из Рущи, посланный Генрихом I Бородатым.  По просьбе Генриха I из соображений безопасности в 1235–1239 годах Болеслав с матерью находились в городе Скала.
В последующие годы Конрад проводил политику несколько более спокойную, возможно, это было связано с давлением уже взрослых сыновей, которые стали требовать от отца наделения их собственными владениями. Старшему сыну Болеславу в 1233 году Конрад выделил Серадзское княжество, но в следующем году забрал его себе, а Болеславу выделил часть Мазовии севернее линии рек Висла и Буг. Второй сын Казимир в 1233 году получил выделенную в отдельное княжество Куявию.

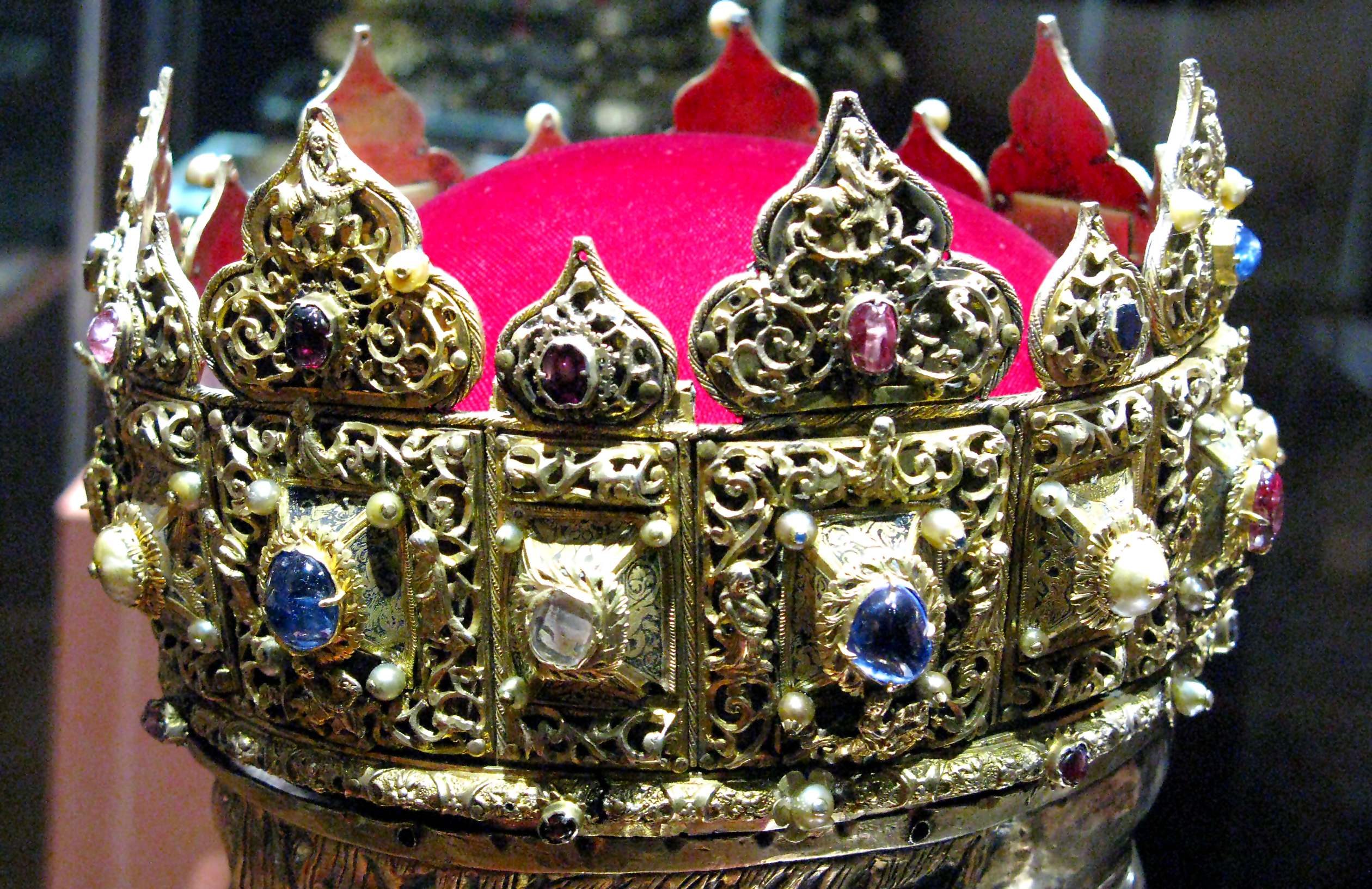
Плоцкая диадема, корона венгерского происхождения, связываемая с именем Конрада I Мазовецкого

В 1239 году по приказу Конрада каноник Плоцкий Иоанн Херон был осуждён за критику князя и немедленно без суда приговорён к пыткам и повешен. Когда несколько доминиканцев сняли тело с виселицы, желая похоронить его, княгиня Агафья в безумном гневе отбила его у монахов и приказала снова повесить на виселицу, умышленно выставленную напротив кафедрального собора Плоцка. За эти действия архиепископ гнезненский Пелка проклял княжескую пару и наложил интердикт на всю Мазовию. Конрад с большим трудом вымолил у архиепископа прощение для себя и Агафьи, наделив архиепархию новыми привилегиями.
9 апреля 1241 года в битве при Легнице погиб Генрих II Набожный, сын и преемник Генриха Бородатого на краковском троне. Конрад, узнав об этих событиях, предпринял уже четвёртую попытку овладеть Краковом. Титул князя-принцепса формально принял старший сын Генриха II Болеслав II Рогатка, однако он не появлялся в Кракове, где от его имени управление осуществлял Клеменс из Рущи. Конрад I Мазовецкий воспользовался этой возможностью, и, несмотря на сильное сопротивление малопольского дворянства, вступил в Краков 10 июля 1241 года. Однако ему так и не удалось заручиться поддержкой местной знати, недовольной тесными связями Конрада с Тевтонским орденом, и в 1243 году они призвали на княжение в Краков Болеслава V Стыдливого.
Отступив в Мазовию, Конрад собрал армию и вновь двинулся на Краков. 25 мая того же года состоялась битва при Суходолах, в которой Конрад, несмотря на поддержку Пшемысла Великопольского и своего зятя Мешко II Опольского, потерпел поражения от малопольских и венгерских войск, которыми командовал Клеменс из Рущи. В последующие годы Конрад Мазовецкий не оставлял попыток завладеть Краковом, но все они оказались безуспешными.
Князь Конрад I Мазовецкий скончался 31 августа 1247 года и был похоронен в Плоцком кафедральном соборе.

## Брак и дети
Около 1207/1208 года Конрад I Мазовецкий женился на Агафье Святославовне, дочери новгородско-северского князя Святослава Игоревича. Дети от этого брака:
- Пшемысл (? – 1228) [11]
- Болеслав (ок. 1208 — 25 февраля 1248), князь Мазовецкий
- Казимир (ок. 1211 — 14 декабря 1267), князь Куявский
- Земовит (ок. 1215 — 23 июня 1262), князь Мазовецкий
- Евдоксия (1215 — 1240), жена графа Дитриха I фон Брена
- Людмила (род. до 1225), монахиня
- Земомысл (между 1216 и 4 июля 1228 — между 10 июля и 18 сентября 1241)
- Саломея (между 1220 и 1225 — после 30 августа 1268), монахиня
- Юдита Мазовецкая (между 1222 и 1227 — 4 декабря между 1257 и 1263), замужем за 1) Мешко II Опольским, 2)  Генрихом III Белым Вроцлавским
- Дубравка (ок. 1230 — 1265), жена князя волынского Василько Романовича [12]
- Мешко (род. 1235 — умер в младенчестве)